# Гай Валерій Потіт Флакк
Гай Валерій Потіт Флакк (лат. Gaius Valerius Potitus Flaccus; ; V століття до н. е.) — політичний, державний і військовий діяч ранньої Римської республіки, консул 331 року до н. е.

## Біографія
Походив з давнього патриціанського роду Валеріїв, його гілки Потітів. Син Гая Валерія Потіта, військового трибуна з консульською владою (консулярного трибуна) 370 року до н. е.
331 року до н. е. його було обрано консулом, разом з Марком Клавдієм Марцеллом. Того року в Римі багато римлян померло від невідомої хвороби, які за інформацією однієї рабині були начебто отруєні своїми жінками. Почався процес переслідування їх, багато наклали на себе руки, а 170 матрон було за судом звинувачено. Сенатом було вирішено, що для припинення хвороби має бути проведений відповідний храмовий ритуал, для чого було обрано диктатора (лат. Clavi figendi causa) Гнея Квінкція Капітоліна, після чого переслідування скінчилися.
З того часу про подальшу долю Гая Валерія Потіта Флакка відомостей не збереглося.